# SN 2007X
SN 2007X – supernowa typu II odkryta 15 lutego 2007 roku w galaktyce E385-G32. W momencie odkrycia miała maksymalną jasność 15,30m.